# Muzeum moderního umění města Paříže
Muzeum moderního umění města Paříže (francouzsky Musée d'art moderne de la Ville de Paris) je muzeum v Paříži. Nachází se ve východním křídle Palais de Tokyo v 16. obvodu na Avenue du Président-Wilson. Muzeum se zaměřuje na moderní umění. Muzeum bylo po rekonstrukci znovu otevřeno 2. února 2006. Vstup do muzea je na stálou expozici zdarma. Platí se pouze u dočasných výstav.

## Historie
Palais de Tokyo byl postaven pro světovou výstavu 1937. Po šesti letech příprav a stavebních prací bylo 6. července 1961 ve východním křídle otevřeno Musée d'art moderne de la Ville de Paris. Vzniklo ze sbírek města uložených v Petit Palais a soukromých darů sběratelů Emanuele Sarmiento, Mathilde Amos a Ambroise Vollard.
V letech 1971-1972 proběhla první přestavba interiérů. Při rekonstrukci v letech 1991-1994 byla mj. instalována nová klimatizace a vstup pro tělesně postižené. Poslední rekonstrukce proběhla v letech 2002-2006.
V roce 2009 se muzeum připojilo spolu s dalšími třemi blízkými institucemi do asociace Colline des musées.
V noci z 19. na 20. května 2010 bylo z muzea odcizeno pět pláten v odhadované ceně 100 miliónů eur. Jednalo se o díla umělců Pabla Picassa (Le Pigeon aux petits pois – Holubice se zeleným hráškem), Henriho Matisse (La Pastorale – Pastorále), George Braqua (L'Olivier près de l'Estaque – Olivovník u L'Estaque), Fernanda Légera (Nature morte, chandeliers – Zátiší se svíčkami) a Amedea Modiglianiho (La Femme à l'éventail – Žena s vějířem).
Dne 1. října 2010 pařížská radnice oznámila, že byli zadrženi dva podezřelí, ale obrazy se nenašly. Zadržený překupník Yonathan Birn vypověděl, že obrazy zničil a vyhodil do popelnice, když byl předvolán policií. Brigáda pro potírání organizovaného zločinu se domnívá, že tyto výroky jsou nepravdivé, ale nemá žádný věrohodný důkaz pro podporu svého přesvědčení.

## Sbírky
Muzejní sbírky zahrnují přes 8 000 děl dokumentující umění 20. století. Zastoupeni jsou mj. Pablo Picasso, Henri Matisse, Raoul Dufy, Maurice de Vlaminck, Georges Rouault, Fernand Léger, Georges Braque, Francis Picabia, Amedeo Modigliani, Giorgio de Chirico, Kees van Dongen, Pierre Bonnard, Chaïm Soutine, André Derain, Suzanne Valadon, Maurice Utrillo, Robert a Sonia Delaunay, František Kupka, Juan Gris, René Iché, Hans Bellmer, Jean Fautrier, Hans Arp, Alberto Giacometti, Yves Klein, Pierre Soulages, Victor Brauner aj.